# Bidiu
Bidiu – wieś w Rumunii, w okręgu Bistrița-Năsăud, w gminie Matei. W 2011 roku liczyła 186 mieszkańców.